# Bihymena
Bihymena là một chi bướm đêm thuộc họ Noctuidae.